# Salto de fe
Salto de fe, en su uso más utilizado es el acto de creer o aceptar algo intangible o improbable o sin evidencia empírica. Se trata de un acto asociado con la creencia religiosa, ya que muchas religiones consideran la fe una parte esencial de la piedad.
La expresión se atribuye a Søren Kierkegaard; aunque él nunca utilizó el término de este modo sino como un salto hacia la fe. Según Kierkegaard, un salto de fe implica un razonamiento circular, en tanto que el salto está hecho por la fe.
En su libro El concepto de la angustia, describe la parte central de esta definición: el salto. Lo hace utilizando el relato de Adán y Eva, concretamente en el caso del salto de Adán hacia el pecado. Este salto significa un cambio de una cualidad hacia otra, la cualidad de la posesión de ningún pecado hacia la cualidad de posesión de pecado. Kierkegaard mantiene que la transición de una cualidad a otra puede darse únicamente por un salto (Thomte 232). Cuando la transición ocurre, la persona se mueve directamente de un estado a otro sin estar en los dos en ningún momento.
Es importante entender que el salto de Kierkegaard se incluye en el contexto cristiano debido a las paradojas que existen en el cristianismo. En su libro  Migajas filosóficas, Kierkegaard ahonda en las paradojas que el cristianismo presenta.

## Connotaciones
La implicación del salto de fe puede tener, según contexto, una connotación negativa o positiva, por ejemplo si alguien siente como una virtud ser capaz de creer en algo que no tiene evidencia mientras otros creen que está loco. Se trata de un tema contestado como concepto teológico y filosófico. Por ejemplo, la asociación entre "fe ciega" y religión se debate entre quienes se decantan por utilizar la razón y lógica más que la revelación y la tradición para formar la base de la creencia en Dios.